# Ho trai

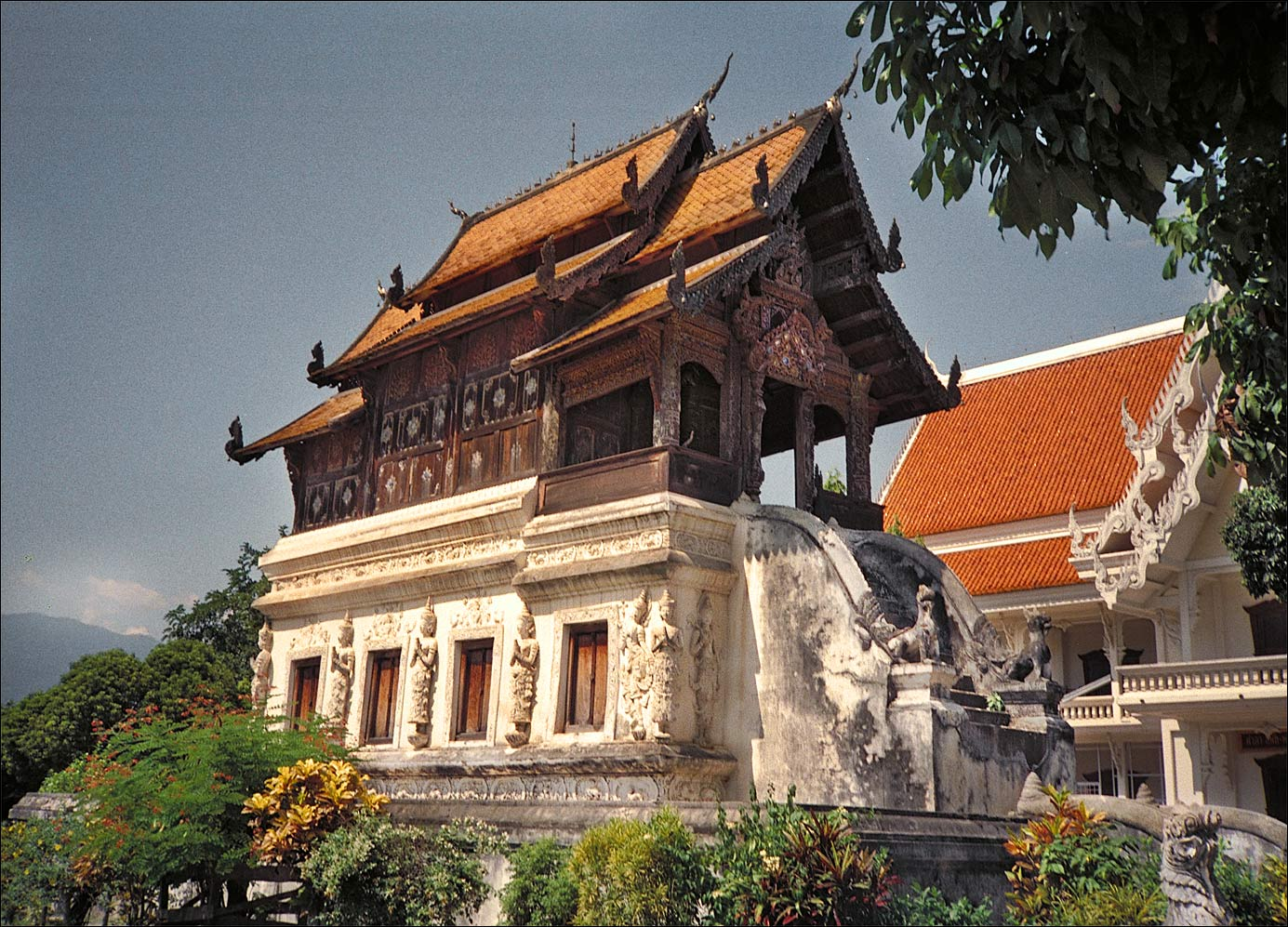
De ho trai van de Wat Phra Singh

Een ho trai is een bibliotheek voor heilige boeken in een wat in het boeddhistische geloof. Een ho trai op het platteland heeft meestal een hoog fundament of een gracht om schade door insecten te vermijden.